# Ormosia penangensis
Ormosia penangensis är en ärtväxtart som beskrevs av Henry Nicholas Ridley. Ormosia penangensis ingår i släktet Ormosia och familjen ärtväxter. Inga underarter finns listade i Catalogue of Life.